# Зоолошки врт Газа
Зоолошки врт Газа је комплекс за разоноду, серија јавних вртова, дечији забавни парк и зоолошки врт отворени су од стране Владе Газе у пролеће 2010. на државној имовиие која је раније била депонија смећа.
Има још или је био мали приватни зоолошки врт, познат као Мара Ланд који се налази у Саладиновој улице граду Гази у округу Зејтун. Животиње у зоолошком врту, као и локално становништво, трпели су као резултат тешкоћа у Гази и зоолошки врт је често помињан у извештајима међународних медија. Зоолошки врт је тешко оштећена током рата 2008-09.
Зоолошки врт поседује, поред два нова лава укључује и неколико орлова, неколоко голубова, неколико лисица, египатски мунгоси, неколико мачака, паса, понија, вукова, гусака, корњача, јелена, мајмуна, кокошака, фазана, паунова а камила.

## Животиње
Један од два лава зоолошког врта, Сабрина, која је као и остале животиње у зоолошком врту, ушла у Газу тако што је прокријумчарена кроз тунел из Египта, је украдена 2005. године и била је нестала док је нису спасили милитанти Хамаса који су је нашли током рације на дилере дрогом.

## Осликани мајмуни
Једна од најчешће објављених прича у међународним медијима укључује слику магараца који личе на зебре. Нидал Баргоут је објаснио да је „због више од две године под тесном израелском опсадом Газе и затварања граничних прелаза, нисам био у стању да увозим зебре из Африке у наш зоолошки врт. Затим, идеја ми је пала на памет: да донесем два домаћа обична бела магарца, да их обојим у црно и бело .... Тешко је да се прокријумчари права зебра из Египта у Газу, прво, претешка је, и друго, кошта око 50.000 $ да се купи зебра из Африке и донесе до граничног прелаза и шрошверцује се... међутим, мислио сам да је зебра у мом зоо врту је веома важна како би деца могла да виде све врсте животиња џунгле и пустињских дивљих животиња, онда ми је та идеја пала на памет.“